# Хенрик-Хаим Фингерхут
Хенрик-Хаим Фингерхут (24. фебруар 1910) je био први спикер радио Београда.

## Биографија
Рођен је 1910. у јеврејској породици граду Лученец (у данашњој Словачкој). Ускоро се преселио са својом породицом у Тузлу, град у тадашњој Краљевини Југославији (данашњој Босни и Херцеговини) где је његов отац Аврам био рабин. Хенрик Фингерхут је био ожењен Јудитом, рођеном Бергман. Обоје су били чланови Српског планинског и туристичког друштва од 1932.
Радио је као говорник Радио Београда и имао глас по коме је био препознатљив. Пред сам рат позван је као резервни поручник Југословенске краљевске војске на војну вежбу. Кад је рат почео, затекао се на југу земље, на фронту код Дебра. Погинуо је у борбама са италијанским снагама крај села Џепишта. Војници нису успели да га сахране, па није познато где му је гроб. По речима његовог команданта потпуковника Јефте Јовановића, за јуначко држање, заслужио је Карађорђеву звезду са мачевима.